# Bono (Tulung)
Bono is een bestuurslaag in het regentschap Klaten van de provincie Midden-Java, Indonesië. Bono telt 1814 inwoners (volkstelling 2010).